# اکواسپارتا
اکواسپارتا (به ایتالیایی: Acquasparta) یک شهرک در ایتالیا است که در استان ترانی واقع شده‌است.

## خصوصیات
اکواسپارتا ۷۹ کیلومترمربع مساحت و ۴٬۹۷۸ نفر جمعیت دارد و ۳۲۰ متر بالاتر از سطح دریا واقع شده‌است.